# Callisia rosea
Callisia rosea är en himmelsblomsväxtart som först beskrevs av Étienne Pierre Ventenat, och fick sitt nu gällande namn av David Richard Hunt. Callisia rosea ingår i släktet sköldpaddstuvor, och familjen himmelsblomsväxter. Inga underarter finns listade.